# VBC Casalmaggiore
VBC Casalmaggiore ist ein italienischer Frauen-Volleyballverein aus Casalmaggiore, der in der italienischen Serie A1 spielt.

## Geschichte
Der Verein wurde 2008 gegründet und nannte sich zunächst VBC Pallavolo Rosa (2008/09)
und VBC Pomì (2009/10). Seit 2010 spielen die Frauen unter dem Namen Pomì Casalmaggiore und stiegen 2013 in die höchste italienische Spielklasse Serie A1 auf. 2015 gewann man die italienische Meisterschaft und ein Jahr später die europäische Champions League.

### Sponsoring
Aufgrund wechselnder Sponsoren trug der Club folgende Namen:
- VBC Pallavolo Rosa (2008–2009)
- VBC Pomì (2009–2010)
- Pomì Casalmaggiore (2010–2019)
- Èpiù Pomì Casalmaggiore (seit 2019)